# Propanoato de metila
Propanoato de metila ou propionato de metila (também usa-se de metilo ou de metil) é o éster metílico do ácido propanoico. Se apresenta na forma de um líquido incolor inflamável pode ser usado como aromatizante e como solvente.  
1. ↑  PubChem. «Methyl propionate». pubchem.ncbi.nlm.nih.gov (em inglês). Consultado em 7 de setembro de 2024